# Битва при Брудерхольце
Битва при Брудерхольце (нем. Gefecht am Bruderholz) — сражение, произошедшее 22 марта 1499 года в ходе Швабской войны между швабскими и швейцарскими войсками.
Швабы совершили набег на несколько швейцарских деревень. На обратном пути встретили войска из Люцерна, Золотурна и Берна, которые также возвращались с рейда в Эльзас. Предвидя вероятный маршрут швабских войск, швейцарские солдаты спрятались в лесу у холма Брудерхольце, недалеко от Базеля. Когда втрое более многочисленные швабы миновали лес, швейцарцы атаковали. Швабская пехота была разбита и бежала с поля боя. Кавалерия швабов смогла на время задержать врага, позволив пехоте спастись бегством, прежде чем также отступить. Некоторые из бегущих солдат пробежали примерно 3 км до реки Рейн, прежде чем переплыть её, чтобы продолжить отступление. Другие бежали в Базель, но им было отказано в укрытии. Конфедерация потеряла всего одного солдата, в то время как швабы потеряли около 80 человек.
Командир отряда швейцарских войск происходил из рода Бубенбергов.